# Tadeusz Kondrusiewicz
Tadeusz Kondrusiewicz (biał. Тадэвуш Кандрусевіч, Tadewusz Kandrusiewicz; ros. Фаддей (Тадеуш) Кондрусевич, Faddiej (Tadeusz) Kondrusiewicz; ur. 3 stycznia 1946 w Odelsku) – białoruski duchowny rzymskokatolicki polskiego pochodzenia, administrator apostolski Mińska w latach 1989–1991, administrator apostolski dla katolików obrządku łacińskiego w Rosji w latach 1991–2002, przewodniczący Konferencji Episkopatu Rosji w latach 1999–2005, arcybiskup metropolita moskiewski w latach 2002–2007, arcybiskup metropolita mińsko-mohylewski w latach 2007–2021, administrator apostolski diecezji pińskiej w latach 2011–2012, przewodniczący Konferencji Episkopatu Białorusi w latach 2015–2021, od 2021 arcybiskup senior archidiecezji mińsko-mohylewskiej.

## Życiorys

### Wykształcenie
Urodzony w Odelsku blisko Grodna na Białorusi (wówczas Białoruska SRR, Związek Radziecki) w polskiej rodzinie jako syn Ignacego Kondrusiewicza (1906–1985) i Anny Kondrusiewicz z domu Szusta (1911–1999).
W 1962, po ukończeniu szkoły średniej, rozpoczął studia na Wydziale Fizyki i Matematyki Grodzieńskiego Instytutu Pedagogicznego, ale po roku został relegowany ze studiów z powodu swoich przekonań religijnych. W 1964 podjął studia na Wydziale Energetyki i Konstrukcji Maszyn na Politechnice Leningradzkiej. Dyplom uzyskał w 1970, zdobywając tytuł inżyniera mechanika.
Po ukończeniu studiów podjął pracę w Wileńskiej Fabryce Obrabiarek, gdzie początkowo pracował na sali montażowej, a następnie w biurze konstrukcyjnym. Wraz z grupą inżynierów opracował projekt wysokoobrotowej obrabiarki, która znalazła zastosowanie w Wołżańskiej Fabryce Samochodów.
W 1976 wstąpił do Seminarium Duchownego w Kownie. 31 maja 1981 otrzymał święcenia kapłańskie z rąk administratora apostolskiego archidiecezji kowieńskiej arcybiskupa Liudvikasa Povilonisa. W 1985 uzyskał na Wydziale Teologicznym w Kownie licencjat nauk kościelnych na podstawie pracy pt. Nauczanie konstytucji dogmatycznej o Kościele II Soboru Watykańskiego „Lumen gentium”, a w 1988 na tym samym Wydziale uzyskał stopień doktora teologii na podstawie pracy pt. Pogłębienie nauki o Kościele w pracach i dokumentach II Soboru Watykańskiego.

### Prezbiter
W latach 1981–1986 był wikariuszem w wileńskim kościele św. Teresy, a od 1986 do 1987 w kościele Matki Boskiej Szkaplerznej w Druskienikach. Następnie powrócił do Wilna, gdzie został wikariuszem w kościele Świętego Ducha. 13 lutego 1988 został mianowany proboszczem dwóch parafii w Grodnie: Matki Bożej Anielskiej oraz św. Franciszka Ksawerego.

### Administrator apostolski w Mińsku
25 lipca 1989 został mianowany biskupem tytularnym Hippo Diarrhytus oraz administratorem apostolskim diecezji mińskiej. 20 października 1989 otrzymał sakrę biskupią w bazylice św. Piotra w Watykanie. Głównym konsekratorem był papież Jan Paweł II. Jako dewizę biskupią Tadeusz Kondrusiewicz przyjął słowa Quis ut Deus (Któż jak Bóg). Jako biskup sprzyjał odradzaniu się życia religijnego na Białorusi, otworzył w Grodnie Wyższe Seminarium Duchowne, przyczynił się do zwrotu i otwarcia ok. 100 kościołów oraz do wydania Mszału oraz Katechizmu w języku białoruskim. Posługę na Białorusi rozpoczęło ok. 50 kapłanów sprowadzonych przez Kondrusiewicza z Polski.

### Administrator apostolski w Moskwie

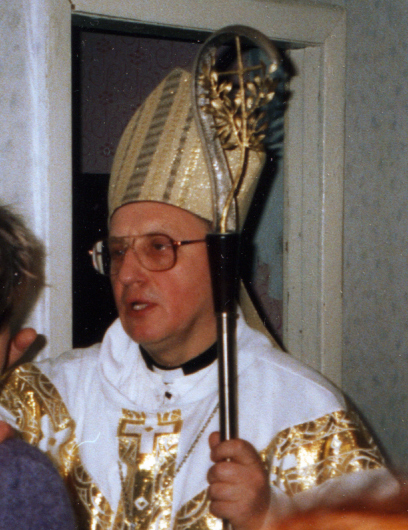
Tadeusz Kondrusiewicz jako administrator apostolski w Rosji, 2002 r.

13 kwietnia 1991 został mianowany administratorem apostolskim dla katolików obrządku łacińskiego w europejskiej części Rosji. Doprowadził do oficjalnego zarejestrowania administratury apostolskiej w Ministerstwie Sprawiedliwości Federacji Rosyjskiej (31 lipca 1991), dzięki czemu uzyskała statusu osoby prawnej i pełną możliwość legalnej działalności. Odbudowywano i rozbudowywano struktury Kościoła w Rosji. Otwarte zostały: Instytut Teologii Katolickiej im. Św. Tomasza z Akwinu w Moskwie oraz Wyższe Seminarium Duchowne „Maryi Królowej Apostołów” początkowo w Moskwie, przeniesione następnie do Sankt Petersburga. Uruchomiono nadawanie Radia Maria i zainaugurowano działalność Caritas.
W lutym 1999 Tadeusz Kondrusiewicz został wybrany na stanowisku Przewodniczącego nowo powstałej Konferencji Biskupów Katolickich Federacji Rosyjskiej (pełnił je przez dwie kadencje, do 2005). Po wprowadzaniu nowego podziału administracyjnego, 23 listopada 1999 został administratorem apostolskim dla katolików obrządku łacińskiego północnoeuropejskiej części Rosji z siedzibą w Moskwie.

### Arcybiskup metropolita moskiewski
W 2002 papież Jan Paweł II podniósł administraturę apostolską w Moskwie do rangi archidiecezji nadając jej nazwę Archidiecezji Matki Bożej. 11 lutego 2002 Tadeusz Kondrusiewicz otrzymał nominację na arcybiskupa metropolitę tejże archidiecezji. Dzięki jego staraniom rozwinęła się działalność wydawnicza, informacyjna i edukacyjna Kościoła, utworzono Komisję Liturgiczną odpowiedzialną za opracowanie rosyjskich tłumaczeń tekstów liturgicznych oraz Komisję Katechetyczną i Komisję ds. Rodziny.

### Arcybiskup metropolita mińsko-mohylewski
21 września 2007 papież Benedykt XVI zwolnił Kondrusiewicza z dotychczasowych obowiązków i przeniósł na urząd arcybiskupa metropolity archidiecezji mińsko-mohylewskiej na Białorusi. Jego następcą w Moskwie został o. Paolo Pezzi, dotychczasowy rektor seminarium duchownego w Petersburgu, któremu 27 października 2007 osobiście udzielił sakry biskupiej. Ingres Tadeusza Kondrusiewicza do mińskiej archikatedry Imienia Najświętszej Maryi Panny odbył się 10 listopada 2007.
30 czerwca 2011 został mianowany administratorem apostolskim diecezji pińskiej. Zastąpił na tym stanowisku kardynała Kazimierza Świątka. Ustąpił ze stanowiska 16 czerwca 2012, w dniu ingresu nowego biskupa Antoniego Dziemianki.
3 czerwca 2015 został wybrany na przewodniczącego Konferencji Episkopatu Białorusi.
W latach 1994–1999 Tadeusz Kondrusiewicz był członkiem Kongregacji do spraw Kościołów Wschodnich, a od 2004 zasiada w Kongregacji do spraw Duchowieństwa i w Papieskiej Radzie Iustitia et Pax. W 1996 wszedł w skład specjalnej Rady ds. Europy przy Sekretariacie Generalnym Synodu Biskupów.
Po wybuchu masowych protestów na Białorusi w sierpniu 2020 r. wzywał publicznie do pokojowego rozwiązania kryzysu i zaprzestaniu stosowania przemocy wobec protestujących. 31 sierpnia 2020 r. nie został wpuszczony na teren Białorusi, gdy powracał z Polski, ponieważ jego paszport (jak wyjaśniło kierownictwo białoruskiej służby granicznej) został unieważniony. W związku z tym zamieszkał tymczasowo w znajdującej się w pobliżu granicy Sokółce, skąd zarządzał Kościołem na Białorusi zdalnie.
Po interwencji papieża Franciszka oraz wizycie w Mińsku jego specjalnego wysłannika abp Claudio Gugerottiego, który 17 grudnia spotkał się z prezydentem Aleksandrem Łukaszenką, władze białoruskie poinformowały o możliwości powrotu arcybiskupa „ze względu na najgłębszy szacunek dla papieża”. W rezultacie przed świętami Bożego Narodzenia hierarcha powrócił na Białoruś.
3 stycznia 2021 papież Franciszek przyjął jego rezygnację z funkcji arcybiskupa mińsko-mohylewskiego w związku z ukończeniem 75 lat.
14 kwietnia 2021 przestał natomiast pełnić funkcję przewodniczącego Konferencji Episkopatu Białorusi.

## Odznaczenia i tytuły
- Złot Medal Stowarzyszenia „Wspólnota Polska”[13]

Doktoraty honoris causa
- St. Mary’s Seminary and University w Baltimore (2 marca 1993)
- The Catholic University of America w Waszyngtonie (8 marca 1993)
- Katolicki Uniwersytet Lubelski Jana Pawła II (25 września 2008)[14]